# Soulages-Bonneval
Soulages-Bonneval (okzitanisch Solatges) ist eine französische Gemeinde mit 302 Einwohnern (Stand 1. Januar 2022) im Département Aveyron in der Region Okzitanien (vor 2016 Midi-Pyrénées); sie gehört zum Arrondissement Rodez und zum Kanton Aubrac et Carladez. Die Einwohner werden Soulageois genannt.

## Geographie
Soulages-Bonneval liegt etwa 38 Kilometer nordnordöstlich von Rodez in der Landschaft Aubrac im Zentralmassiv. Das Gemeindegebiet gehört zum Regionalen Naturpark Aubrac. Umgeben wird Soulages-Bonneval von den Nachbargemeinden Huparlac im Nordwesten und Norden, Cassuéjouls im Norden und Nordosten, Laguiole im Osten, Montpeyroux im Süden sowie Saint-Amans-des-Cots im Westen und Nordwesten.

## Bevölkerungsentwicklung
| Jahr                       | 1962 | 1968 | 1975 | 1982 | 1990 | 1999 | 2006 | 2019 |
| -------------------------- | ---- | ---- | ---- | ---- | ---- | ---- | ---- | ---- |
| Einwohner                  | 257  | 230  | 260  | 255  | 259  | 235  | 278  | 291  |
| Quellen: Cassini und INSEE |      |      |      |      |      |      |      |      |

## Sehenswürdigkeiten

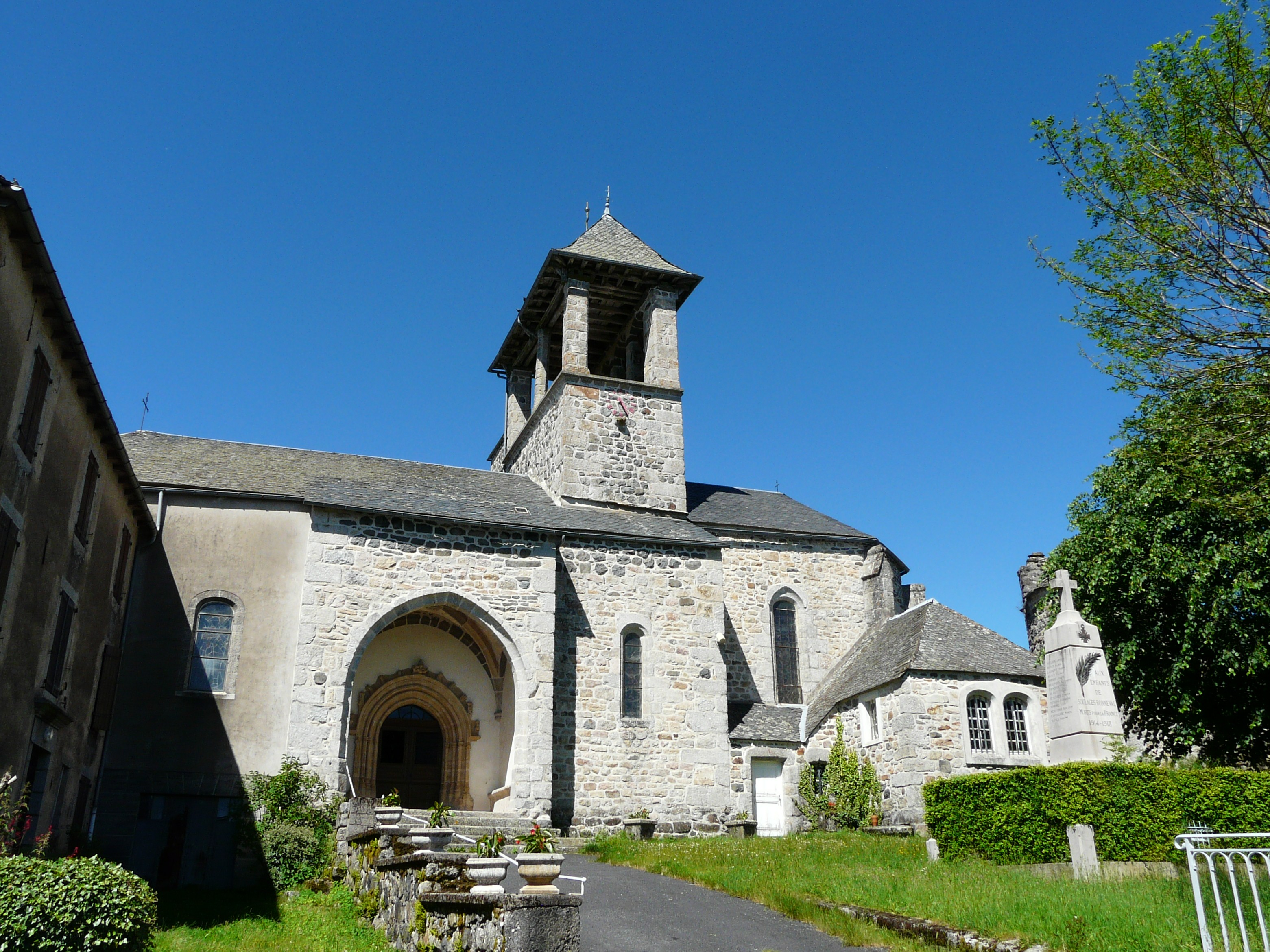
Kirche Sainte-Anne

- Kirche Sainte-Anne